# Чемпіонат Європи з хокею із шайбою серед юніорів 1976
Чемпіонат Європи з хокею із шайбою серед юніорів 1976 — дев'ятий чемпіонат Європи з хокею із шайбою серед юніорів. Чемпіонат пройшов у містах Копрживніце, Опава (Чехословаччина) з 21 березня по 29 березня 1976. Чемпіоном Європи стала юнацька збірна СРСР.

## Група А

### Попередній раунд
Група 1
| Збірна             | 1   | 2   | 3    | 4    | ШЗ/ШП | О |
| ------------------ | --- | --- | ---- | ---- | ----- | - |
| 1. СРСР            |     | 6:1 | 9:2  | 4:2  | 15:03 | 4 |
| 2. Фінляндія       | 1:6 |     | 5:2  |      | 06:08 | 2 |
| 3. Польща          | 2:9 | 2:5 |      | 2:11 | 04:14 | 0 |
| ПК ЧехословаччинаB | 2:4 |     | 11:2 |      | 13:6  | 2 |

- Примітка Збірна Чехословаччини В виступала замість збірної Болгарії, яка не грала на чемпіонаті через епідемію грипу.

Група 2
| Збірна            | 1   | 2   | 3   | 4   | ШЗ/ШП | О |
| ----------------- | --- | --- | --- | --- | ----- | - |
| 1. Чехословаччина |     | 4:3 | 5:3 | 8:1 | 17:07 | 6 |
| 2. Швеція         | 3:4 |     | 7:2 | 8:1 | 18:07 | 4 |
| 3. ФРН            | 3:5 | 2:7 |     | 7:5 | 12:17 | 2 |
| 4. Швейцарія      | 1:8 | 1:8 | 5:7 |     | 07:23 | 0 |

### Фінальний раунд
Чемпіонська група
| Збірна            | 1     | 2     | 3     | 4     | ШЗ/ШП | О |
| ----------------- | ----- | ----- | ----- | ----- | ----- | - |
| 1. СРСР           |       | 2:2   | (6:1) | 7:4   | 15:07 | 5 |
| 2. Швеція         | 2:2   |       | 5:1   | (3:4) | 10:07 | 3 |
| 3. Фінляндія      | (1:6) | 1:5   |       | 6:3   | 08:14 | 2 |
| 4. Чехословаччина | 4:7   | (4:3) | 3:6   |       | 11:16 | 2 |

Втішний раунд
| Збірна             | 1     | 2      | 3     | 4      | ШЗ/ШП | О |
| ------------------ | ----- | ------ | ----- | ------ | ----- | - |
| 1. ФРН             |       | 11:5   | (7:5) | 1:10   | 18:10 | 4 |
| 2. Польща          | 5:11  |        | 8:4   | (2:11) | 13:15 | 2 |
| 3. Швейцарія       | (5:7) | 4:8    |       | 2:16   | 09:15 | 0 |
| ПК ЧехословаччинаB | 10:1  | (11:2) | 16:2  |        | 37:05 | 6 |

- Збірна Чехословаччини B виступала поза конкурсом. Збірна Болгарії вибула до Групи «В».

### Призи та нагороди чемпіонату
| Нагорода            | Гравець           | Збірна |
| ------------------- | ----------------- | ------ |
| Найкращий бомбардир | Ернст Гофнер      | ФРН    |
| Найкращий воротар   | Пелл Ліндбергі    | Швеція |
| Найкращий захисник  | В'ячеслав Фетісов | СРСР   |
| Найкращий нападник  | Валерій Євстіфеєв | СРСР   |

## Група В
Матчі пройшли в Бухаресті та Плоєшті (Румунія) 13 — 21 березня 1976.

### Попередній раунд
Група 1
| Збірна      | 1    | 2    | 3   | 4   | 5    | ШЗ/ШП | О |
| ----------- | ---- | ---- | --- | --- | ---- | ----- | - |
| 1. Румунія  |      | 6:4  | 3:2 | 7:3 | 12:2 | 28:11 | 8 |
| 2. Норвегія | 4:6  |      | 6:1 | 6:1 | 15:2 | 31:10 | 6 |
| 3. Франція  | 2:3  | 1:6  |     | 6:4 | 6:1  | 15:14 | 4 |
| 4. Італія   | 3:7  | 1:6  | 4:6 |     | 7:3  | 15:22 | 2 |
| 5. Іспанія  | 2:12 | 2:15 | 1:6 | 3:7 |      | 08:40 | 0 |

Група 2
| Збірна       | 1    | 2   | 3   | 4    | ШЗ/ШП | О |
| ------------ | ---- | --- | --- | ---- | ----- | - |
| 1. Югославія |      | 4:0 | 9:0 | 12:0 | 25:0  | 6 |
| 2. Австрія   | 0:4  |     | 4:0 | 6:2  | 10:06 | 4 |
| 3. Данія     | 0:9  | 0:4 |     | 8:5  | 08:18 | 2 |
| 4. Угорщина  | 0:12 | 2:6 | 5:8 |      | 07:26 | 0 |

### Стикові матчі
| 7-е місце | Італія  | 7:5 (0:1, 4:2, 3:2)           | Угорщина  |  |
| 5-е місце | Данія   | 7:6 o.t. (4:1, 0:1, 2:4, 1:0) | Франція   |  |
| 3-є місце | Австрія | 3:2 (1:0, 0:2, 2:0)           | Норвегія  |  |
| Фінал     | Румунія | 6:2 (1:0, 2:0, 3:2)           | Югославія |  |

Збірна Румунії підвищилась до Групи «А».